# 利特爾索克鎮區 (明尼蘇達州托德縣)
利特爾索克鎮區（英語：Little Sauk Township）是位於美國明尼蘇達州托德縣的一個行政鎮區，於1870年設立。

## 地方資料
利特爾索克鎮區的面積為92.77平方千米，當中陸地面積為89.13平方千米，而水域面積為3.64平方千米。根據2020年美國人口普查的數據，當地共有人口873人，而人口密度為每平方千米9.41人。